# Chamoliá
Chamoliá är en ort i Grekland.   Den ligger i prefekturen Nomarchía Anatolikís Attikís och regionen Attika, i den sydöstra delen av landet, 28 km öster om huvudstaden Aten. Chamoliá ligger 1 meter över havet och antalet invånare är 185.
Terrängen runt Chamoliá är platt åt nordväst, men åt sydväst är den kuperad. Havet är nära Chamoliá åt nordost.  Närmaste större samhälle är Gérakas, 18,7 km nordväst om Chamoliá. 